# Битка код Адријанопоља (1254)
Битка код Адријанопоља вођена је 1254. године између византијског Никејског царства са једне и Другог бугарског царства са друге стране.

## Битка
Бугаре је предводио цар Михаило I Асен, а Византинце Теодор II Ласкарис. Бугарски цар Михаило је покушао да искористи смрт цара Јована III Дуке Ватаца и поврати територије које му је Никејско царство отело, али је брза интервенција Ласкариса ухватила Бугаре неспремне. Византинци су однели победу у овој бици.